# Skallgång
Skallgång är en form av sökande efter försvunna personer eller djur.
Vid skallgång genomletas ett geografiskt område genom att ett visst antal människor bildar en skallgångskedja, vilken går framåt på linje genom ett bestämt sökområde. Begreppet används också i vidare mening för annan systematisk eftersökning av försvunna personer i ett visst område.
Eftersökning efter försvunna personer i Sverige behandlas i fjärde kapitlet i Lag (2003:778) om skydd mot olyckor. Sjöfartsverket har ansvar för eftersökningar i svenskt territorialvatten och i den svenska ekonomiska zonen, samt Vänern, Vättern och Mälaren. I andra fall har den myndighet staten pekar ut skyldighet att efterforska personer "som har försvunnit under sådana omständigheter att det kan befaras att det föreligger fara för deras liv eller allvarlig risk för deras hälsa". Enligt förordningen (2003:789) om skydd mot olyckor anges att det är polismyndigheterna som ansvarar för efterforskningen i sådana fall.
Skallgångar kan i andra fall också organiseras av frivilligorganisationer, vilket normalt sker efter samråd med polisen.